# Johann Bessler

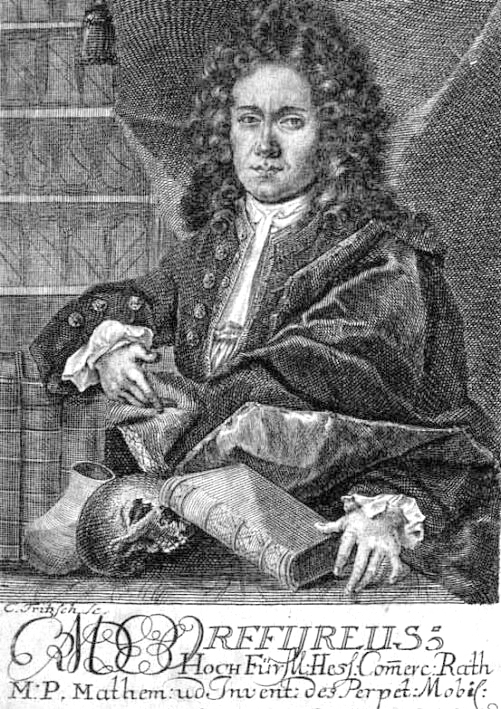
Kupferstich, um 1719

Johann Ernst Elias Bessler (* 1681 in Zittau (Taufe am 6. Mai); † 30. November 1745 in Fürstenberg) war Erfinder zahlreicher Maschinen, die er als Perpetua mobilia präsentierte und vorführte. Zudem war er als Mediziner (zeitgenössisch genannt: „Quacksalber“) und Uhrmacher tätig. In historischen Quellen wird sein Name mit „ß“ (Beßler) geschrieben. Bessler litt zeitlebens unter gravierenden psychischen Problemen.

## Leben

### Kindheit und Jugend
Johann Ernst Elias Bessler, auch bekannt als Orffyreus, wurde am 25. September 1681 in Zittau, einer Stadt in der Oberlausitz im heutigen Sachsen, geboren. Über seine frühen Lebensjahre ist nur wenig bekannt, da zeitgenössische Aufzeichnungen spärlich sind. Es wird angenommen, dass er in einer wohlhabenden Familie aufwuchs, da sein Vater Johann Ernst Bessler ein angesehener Kaufmann war. Die Stadt Zittau, in der Bessler seine Kindheit verbrachte, war zu jener Zeit ein bedeutendes Handelszentrum und Teil der Oberlausitz, die damals zum Königreich Böhmen gehörte. Die Region war geprägt von einer reichen Kultur und Tradition, die sicherlich Einfluss auf den jungen Bessler hatten. Über Besslers Schulbildung ist nichts Genaues überliefert, angeblich besuchte er das Zittauer Gymnasium und wurde von dessen Rektor Christian Weise gefördert. Aufgrund des Wohlstands seiner Familie ist anzunehmen, dass er eine solide Grundausbildung erhielt. Einige Quellen deuten darauf hin, dass er schon früh handwerkliches Geschick und eine Neigung zur Mechanik zeigte. Als junger Mann führte er ein ausschweifendes Leben, reiste viel und erlernte verschiedene Handwerke wie Lackieren, Drechseln, Glasschleifen, Malen und Steinschneiden, was möglicherweise den Grundstein für seine späteren Errungenschaften legte.

### Besslerrad (Besslers Perpetuum mobile)
Als er während eines Aufenthaltes in einem italienischen Kloster einen Bratenwender sah, der sich eigenständig bewegte, kam ihm erstmals die Idee, ein Perpetuum mobile zu bauen. In Prag machte er zusammen mit einem Rabbiner und einem Jesuiten erste Versuche ein solches Gerät zu bauen, die jedoch erfolglos blieben.

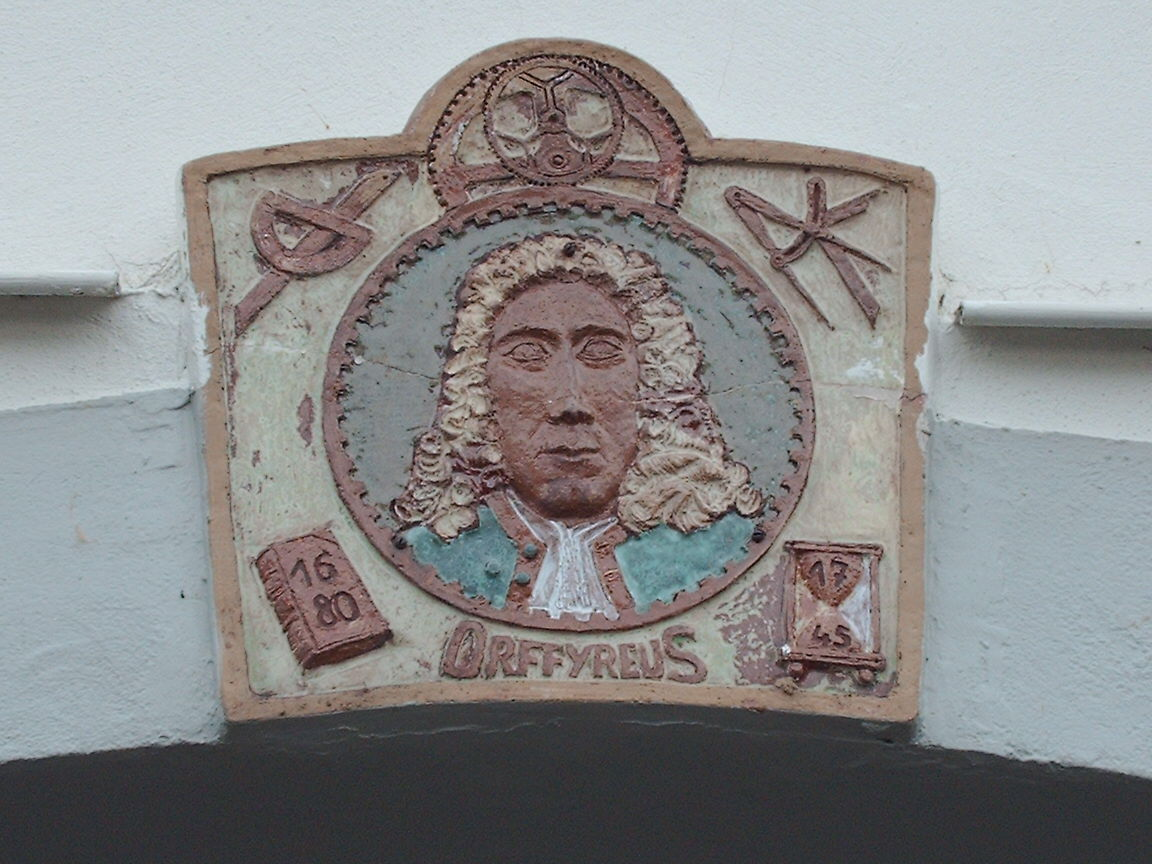
Orffyreus, Schlussstein eines Türportals in Besslers Wohnort Karlshafen

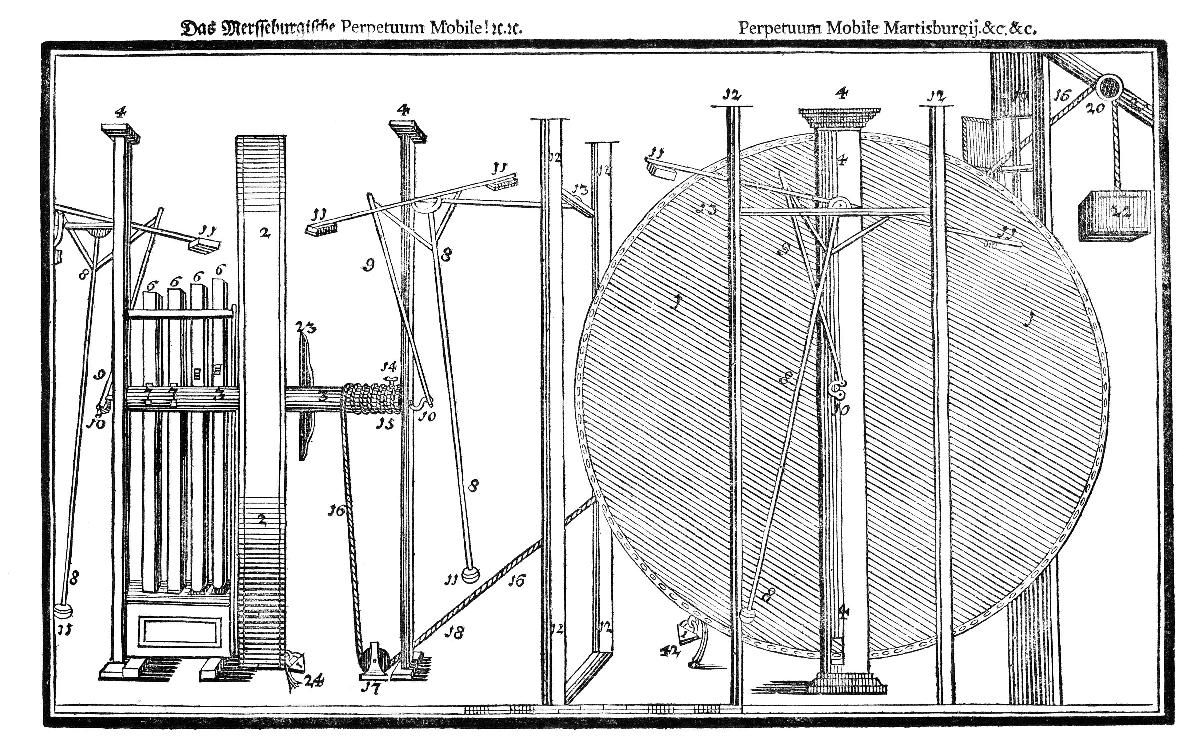
„Das Mersseburgische Perpetuum Mobile“! (Tafel aus: Das Triumphirende Perpetuum mobile Orffyreanum, 1719)

Am 6. Juni 1712 präsentierte Bessler in Gera ein Rad, das nicht mehr aufhörte, sich zu drehen, sobald es einmal in Bewegung gesetzt wurde: Ein Perpetuum mobile. Das Rad drehte sich mit ca. 50 Umdrehungen pro Minute und hatte laut Besslers Apologia einen Durchmesser von 3 ½ Schuh (≈ 105 cm) und eine Dicke von rund 9,4 cm.  Es wird spekuliert, dass es möglicherweise am eigenwilligen Charakter Besslers lag, dass anfangs nur geringes Interesse an dem „Besslerrad“ bestand. Er verunsicherte und verschreckte die Bürger Geras z. B. durch Bemerkungen wie die folgende, dass er das Geheimnis ewiger Bewegung gefunden habe und für den Fall, dass sein Rad nicht funktionieren sollte, man ihm den Kopf abschlagen und diesen öffentlich zur Schau stellen könnte.
Das anfängliche Desinteresse der Bürger änderte sich jedoch, nachdem am 9. Oktober 1712 erstmals ein offizielles „Zertifikat“ für das Besslerrad ausgestellt wurde. Wie bei allen späteren für das Besslerrad ausgegebenen Zertifikaten wurde jedoch der Antriebsmechanismus nicht näher beschrieben. Das Zertifikat bestätigte lediglich, dass von außen keine Energie hinzukommen könne und sich das Rad trotzdem unaufhörlich drehe. Bessler bot sein Rad für die Summe von 100.000 Talern an. Zur damaligen Zeit war dies eine enorm hohe Summe.
Bessler zog im Jahre 1713 nach Draschwitz bei Leipzig, wo er, nach Zerstörung des alten Rades, ein noch größeres baute, dass im Gegensatz zu seinem Vorgänger nun auch Arbeit verrichten konnte. Inzwischen war die öffentliche Aufmerksamkeit weiter gewachsen, sodass drei Konkurrenten Besslers (Gärtner, Borlach und Wagner) mittels Flugblättern die Behauptung aufstellten, Besslers Rad sei eine Fälschung, woraufhin Bessler sein Rad zerstörte.
Nach einiger Zeit baute Bessler in Merseburg ein neues Rad. Im Hinblick auf die zunehmende öffentliche Aufmerksamkeit ordnete Herzog Moritz Wilhelm für den 31. Oktober 1715 eine Inspektion des Rades an. Wieder wurde ein Zertifikat ausgestellt, das jedoch nach demselben Muster wie das erste aufgebaut war. Das Besondere an dem Merseburger Rad war, dass es sich, obwohl es etwas langsamer war als seine Vorgänger und für den Startvorgang angetrieben werden musste, nun in beide Richtungen bewegen können sollte, was vorher nicht möglich gewesen war.

### Kritik am Besslerrad auf dem Schloss des Grafen Karl von Hessen-Kassel
Durch sein Rad erweckte Bessler das Interesse des naturwissenschaftlich interessierten Landgrafen Karl von Hessen-Kassel (1670–1730). Dieser bot Bessler an, ihn in seinem Schloss aufzunehmen und für sämtliche Lebenshaltungskosten aufzukommen. Als Gegenleistung sollte der Landgraf von Bessler in das Geheimnis des Rades eingeweiht werden, dieses Angebot akzeptierte Bessler.
Am 2. November 1717 wurde auf Anweisung des Landgrafen Karl von Hessen-Kassel ein rotierendes Besslerrad in einem Raum im Schloss Weißenstein bei Kassel (das spätere Schloss Wilhelmshöhe) eingeschlossen. Der Raum, in dem sich das rotierende Rad befand, wurde versiegelt, sodass niemand ihn betreten konnte. Am 4. Januar 1718 wurde das Siegel gebrochen und der Raum nach 54 Tagen erstmals wieder betreten. Das Rad rotierte noch immer, obwohl niemand in der Zwischenzeit Zugang zum versiegelten Raum hatte. Der Versuch fand auf der Basis einer Wette zwischen Gärtner (einer der Konkurrenten Besslers) und Bessler statt, bei der um eine Summe von 10.000 Talern ging. Gärtner verlangte daraufhin einen vierwöchigen Dauertest, bei dem absolut sichergestellt werden musste, dass das Rad keiner äußeren Energie ausgesetzt war. Gärtner verlor diese Wette und musste Bessler die Wettsumme bezahlen.
Im Laufe der folgenden Jahre wurde das Besslerrad immer wieder von namhaften Wissenschaftlern der damaligen Zeit untersucht, jedoch immer nur von außen und immer wurde nur überprüft, ob von außen versteckte Energie hinzugefügt wurde – was jedoch nicht der Fall zu sein schien. Die bekanntesten Wissenschaftler dürften Gottfried Wilhelm Leibniz und Willem Jacob ’s Gravesande gewesen sein, die beide am 31. Oktober 1715 das Rad inspizierten.
Der damals renommierte niederländische Mathematik- und Physikprofessor Willem Jacob ’s Gravesande wollte die Achse der Perpetua moblia dort untersuchen, wo seiner Meinung nach das Antriebssystem versteckt war. Bessler zerstörte sein Rad daraufhin in einem Wutanfall.

### Interessierte am Kauf eines Besslerrades
Zwei Kaufinteressenten waren bereit, das inzwischen berühmt gewordene Rad Besslers für die veranschlagte Summe von 100.000 Talern zu kaufen. Einer der Interessenten war der russische Zar Peter der Große, der aber im Jahre 1725 starb. Der andere Interessent war die Royal Society of London. Der Kauf scheiterte jedoch an Bessler, der mit den Bedingungen nicht einverstanden war, da das Geld zuerst dem Landgrafen übergeben werden sollte und erst nach einer Erklärung des Antriebsmechanismus durch ’s Gravesande an Bessler.

### Besslers Ende
Bessler und sein Rad gerieten in Vergessenheit, bis eine ehemalige Magd Besslers, Anne Rosine Mauersberger, am 28. November 1727 den Behörden mitteilte, dass das Besslerrad ein Betrug sei. Diese Anschuldigungen wurden jedoch seitens des Gerichts abgewiesen, da die Magd sich in Widersprüche verstrickte. Willem Jacob’s Gravesande verteidigte Bessler.
Im Jahre 1727 kündigte Bessler letztmals den Bau eines Rades an, nachdem Willem Jacob ’s Gravesande ihm eine erneute Begutachtung des Rades versprochen hatte. Bis heute bleibt jedoch ungeklärt, ob es zu einer solchen Untersuchung kam. 1730 starb Landgraf Prinz Karl von Hessen-Kassel, sodass Bessler nun keinen Schutz mehr hatte, außer durch dessen Sohn. Am 1. Mai 1733 vernichtete Bessler seine wichtigsten Aufzeichnungen zur Konstruktion des Rades. 1738 kündigte Bessler weitere Erfindungen an: Unterseeboote, von der Windrichtung unabhängige Windmühlen und selbsttätig spielende Orgeln.
Gegen Ende seines Lebens gründete Bessler eine Glaubensgemeinschaft, den Bund der sogenannten „Orffyreaner“, dessen Hauptziel unter anderem in der Wiedervereinigung der Katholiken und der Protestanten bestand. 1745 starb Bessler infolge eines Sturzes von einer Windmühle. Das Geheimnis um die Erfindung des Besslerrades nahm er mit ins Grab, jedoch hinterließ er 143 technische Skizzen, die seine Witwe nach seinem Tod veröffentlichte.

## Urteil der Geschichte
Nach dem Tod des Erfinders sollte es 36 Jahre dauern, bis ein Historiker die Geschichte um Bessler wieder in die allgemeine Erinnerung zurückführte. Als Hauptquelle diente hierbei die Anschuldigung von Besslers ehemaliger Magd. Im deutschsprachigen Raum ist Bessler weitgehend unbekannt, im Gegensatz zum englischsprachigen Raum, Dänemark und den Beneluxländern.

## Künstlername
Bessler legte sich einen Künstlernamen zu, was der damaligen Mode entsprach. Sein Künstlername Orffyre (latinisiert Orffyreus) ergibt sich aus einer ROT13-Verschlüsselung seines Nachnamens.

## Das Besslerrad

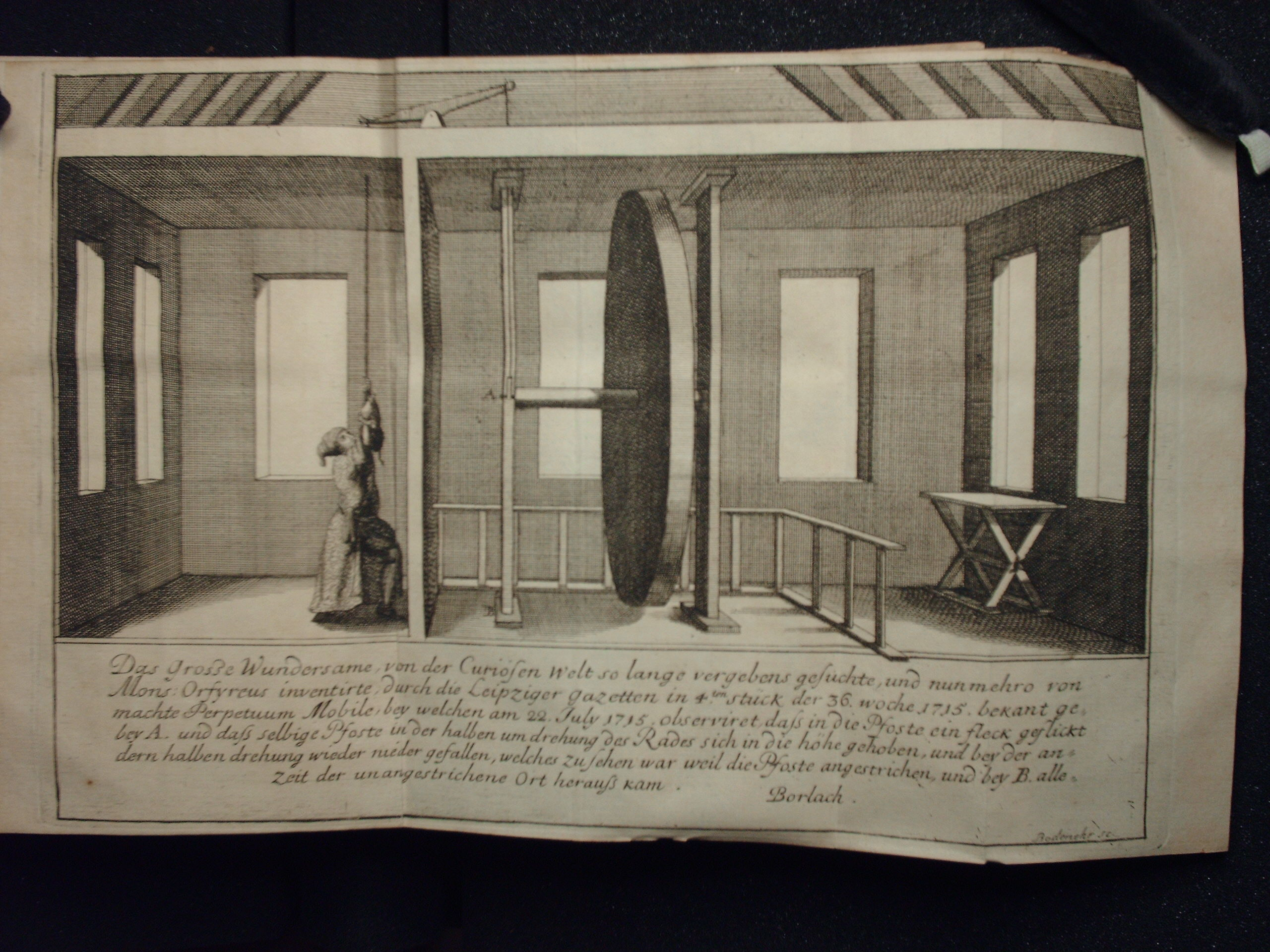
Ein böser Verdacht …

Angesichts der Tatsache, dass das Besslerrad fundamentalen physikalischen Gesetzen zu widersprechen scheint, wurde daraus geschlossen, dass es ein gut versteckter Betrug war, den niemand zu entdecken vermochte. Bessler selbst gab im Jahre 1719 auf den Seiten 19–21 sowie 74–76 seines Buches Das Triumphirende Perpetuum mobile Orffyreanum Hinweise auf die Funktionsweise. Hierbei bezog er sich auf die Gravitation. Nachfolgend finden sich zwei Abschriften aus Besslers Werk Das Triumphirende Perpetuum mobile Orffyreanum. Die Abschriften wurden teilweise der heutigen Schreibweise, nicht aber der heutigen Ausdrucksweise angepasst:

„Die innerliche Struktur dieses Tympani oder Rades ist von so einer Beschaffenheit, nach welcher etliche ad legus motus mechanici, perpetui a priori, id est scientifice demonstrabilis disponierte Gewichte dasselbe nach empfangener einmaliger Rotation, oder nach einmal imprimierter Force des Schwunges unaufhörlich kontinuieren müssen, so lange nämlich die ganze Struktur ihr esse behält ohne einige fernere Beihilfe oder Zutun äußerlicher Bewegungskräfte, welche einer Resubstitution nötig hätten. Dergleichen andern Automatis als Uhrwerken, Federn und angehängte oder aufzuziehenden Gewichte etwa gefunden werden. Denn diese meine Überwicht ist nicht also angehängt, noch extra Mechanismum, oder nur zu konfiderieren, wie äußerliche Moventia, die da vermittelst ihrer Schwere den Motum oder Umwalzung kontinuieren müssen, so lange es die Schnuren oder Ketten, woran sie hängen, permittieren: Sondern es sind diese Gewichte selbst das Perpetuum Mobile, oder partes essentiales & constitutive desselben, welche ihren vom Motu universi bekommene vim & nisum progrediendi in ihnen selbst haben und unendlich exerzieren müssen (so lange sie nämlich außer dem Centro gravio bleiben) nachdem sie in ein solches Gehäuse, oder Gerüste eingeschlossen und gegeneinander koordinieret werden, daß sie nicht nur vor sich nimmermehr ein Äquilibrum oder puntus quietis erreichen, sondern dasselbe unaufhörlich suchen und anbei in ihrer bewundernswürdigen Flucht nach Proportion sowohl eigener als ihres Gehäuses Größe, noch andere von außen an die Welle oder Axin ihres Vorticis verticalis applicierte Lasten mitbewegen und treiben müssen.“

„Das sans reprise aber exprimieret so viel, daß es kein Uhrwerk sei, welche durch aufzuziehende Federn (elateres) oder Gewichte es seie so lange es wolle, getrieben werden müsse, wie oben allbereits gnugsam erkläret worden; Denn solche Maschinen, welche durch Wind, Wesser, aufzuziehende Gewichte und Federn (sollte es auch viel Jahr aneinander geschehen können getrieben werden, haben das Pricipium motus nicht in, sondern extra se, sind auch nicht per se mobiles, oder moventes, sondern, sondern per accidens: dergestalt und also, daß der Motus nicht denen Maschinis selbst, sondern ihren accidenti eigen ist und bei Ermangelung desselben die Maschine selbst, geschweige, daß sie einen Staub bewegen sollten. Weswegen sie auch anders nicht abusive perpertuo mobiles genannt werden können, weil nur ihr moves accidentale ein solches ist, eben wie ich bei meinem Werke die angehängte Wasserschnecke, Stampfen und Steinkasten ein solches nennen sollte. Weil sie von der oben beschriebenen Causa besagter Massen getrieben werden, quod durantem materiam. Da hingegen in meinem Werke der Motus oder die Kraft sich bewegen und etwas treiben zu können formam Maschine ausmachet, sondern welcher das Gerüste mehr nichts als ein anderer Haufen Materie ist und ihre ganze Crasin verloren hat. Die Aufhaltung, oder Hemmung aber der Maschine, welche durch übermäßige äußere Gewalt geschiehet, ist ein Accidens morale, wenn man nämlich die Maschine zu ihrem längern Konservation ohne Not nicht will laufen lassen“

Bessler selbst beschrieb die Funktionsweise mit vier Pfund (≈ 2 kg) schweren, zylindrischen Gewichten, wobei immer zwei Gewichte paarweise gewirkt haben sollen, und so das Rad ständig im Ungleichgewichtszustand gewesen sein soll. Letztlich hat Bessler sein Geheimnis mit ins Grab genommen, denn die exakte Funktionsweise des Besslerrades bleibt unbekannt.

## Werke (Auswahl)
- Gründlicher Bericht von dem durch den anitzo zu Merseburg sich befindenden Mathematicum Herrn Orffyreum glücklich inventirten Perpetuo ac per se mobili. Leipzig 1715
- Apologische Poesie, o. O. 1717 (Digitalisat)
- Neue Nachricht von der curieusen und wohlbestandenen Lauff-Probe des Orffyreischen … Perpetui mobilis, Leipzig 1718 (Volltext auf Wikisource)
- Das Triumphirende Perpetuum mobile Orffyreanum. Kassel 1719.(Digitalisat)
- Der recht-glaubige Orffyreer: oder Die einige Vereinigung der uneinigen Christen in Glaubens-Sachen. Cassel 1723.
- Kurtz verfaßter und unumstößlicher Inbegriff Der allerreinesten Christen-Religion. Carlshaven 1724.
- Das neu-erfundene orffyreische Schiff. o. O. 1738